# Orinoca
Orinoca é um município da Bolívia, do departamento de Oruro. 
Lá nasceu o ex-presidente boliviano Evo Morales.